# Pratapsasan
Pratapsasan è una suddivisione dell'India, classificata come census town, di 11.970 abitanti, situata nel distretto di Khordha, nello stato federato dell'Orissa. In base al numero di abitanti la città rientra nella classe IV (da 10.000 a 19.999 persone).

## Geografia fisica
La città è situata a 20° 13' 47 N e 85° 51' 40 E.

## Società

### Evoluzione demografica
Al censimento del 2001 la popolazione di Pratapsasan assommava a 11.970 persone, delle quali 6.223 maschi e 5.747 femmine. I bambini di età inferiore o uguale ai sei anni assommavano a 1.350, dei quali 710 maschi e 640 femmine. Infine, coloro che erano in grado di saper almeno leggere e scrivere erano 7.938, dei quali 4.632 maschi e 3.306 femmine.